# Porculus
Porculus is een geslacht van kevers in de familie houtzwamkevers (Ciidae).

## Soorten
- P. brunneus (Mellié, 1849)
- P. dufoui (Pic, 1922)
- P. grossus Lawrence, 1987
- P. piceus (Mellié, 1849)
- P. vianai (Pic, 1940)